# Maximilian Eugen von Stein
Maximilian Eugen Freiherr von Stein vagy Stein Miksa, (Bécs, 1814. április 13. – Konstantinápoly, 1858. április 13.) osztrák báró, katona, az 1848–49-es szabadságharc mellett viselt legmagasabb rendfokozata honvéd ezredes, az emigrációban léptették elő vezérőrnaggyá, Ferhád pasa néven az oszmán-török hadsereg tábornoka.

## Származása, tanulmányai
Osztrák főnemesi családba született. Apja császári és királyi altábornagy volt, aki a napóleoni háborúkban megkapta a Katonai Mária Terézia-rendet és vele az osztrák bárói címet. Maximilian Stein a bécsi hadmérnöki akadémián végzett tanulmányai után 1831-ben lépett hadnagyként a császári hadseregbe. A forradalom kitörésekor mérnökkari főszázadosként erődítési igazgató volt a péterváradi erődben.

## Szerepe az 1848–49-es szabadságharcban
1848 nyarán Hrabovszky János altábornagy, szlavóniai és szerémségi főhadparancsnok szárnysegéde lett. Részt vett a délvidéki harcokban. A június 12-ei karlócai ütközetben ténylegesen ő irányította a magyar csapatokat Ðorđe Stratimirović szerb felkelői ellen, miután Kräutner császári ezredes megtagadta a magyar alkotmányhoz hű csapatok további irányítását. Október 12-én, október 1-jétől visszamenőleges hatállyal őrnaggyá léptették elő, és a Kiss Ernő parancsnoksága alatt álló bánáti hadtest vezérkari főnökének nevezték ki. December 15-étől előbbi beosztásában már alezredesként szolgált.
A Bánság kiürítése után, 1849. január 23-ától Debrecenben a hadügyminisztérium táborkari osztályának beosztott tisztje lett. Ő volt a debreceni katonai rendőrség vezetője és így a hadifogoly osztrák tisztek felügyelője is. Februárban rövid ideig a Délvidék kiürítése után Szegeden visszamaradt hadosztály vezérkari főnöke volt, majd március 13-án, március 1-jei hatállyal ezredessé léptették elő, és Vetter Antal utódaként a hadügyminisztérium táborkari osztályának főnöke – mai szóhasználattal vezérkari főnök – lett. Jó szervezőnek bizonyult, de modora miatt népszerűtlen volt tiszttársai körében. Többször gyanúsították árulással. A Habsburg–Lotaringiai-házzal való kiegyezést szorgalmazókkal rokonszenvezett. Klapka György emlékiratai szerint a trónfosztás után felajánlotta a békepártiaknak, hogy „Kossuthot éjnek idején fogságba ejti s egy szakasz lovassággal a török határra átszállítja.” A terv a „békepártot annyira megrémítette, hogy jobbnak látták minden további alkudozást megszüntetni vele.” Április közepén Steint leváltották beosztásából, és eltávolították a kormány székhelyéről, Debrecenből is.
Április 20-ától Kemény Farkas utódaként a Bem tábornok parancsnoksága alatt álló önálló hadosztály, a gyulafehérvári ostromsereg parancsnoka volt. Mérnökkari tisztként új beosztása ellátásához megfelelő szakismerettel rendelkezett, kellő felszerelés és erő hiányában azonban a vár zárolását sem tudta elérni. Hadosztálya június közepén kapott erősítést, ekkortól már 5000 fővel, kilenc tábori és tíz ostromlöveggel rendelkezett. Június 24-én kezdett módszeres ostromhoz, azonban az ostromágyúknál hamarosan lőszerhiány lépett fel, és ezután csak a vár zárolását végezhette. Közben az erdélyi hadszíntér más pontjain a honvéd csapatok helyzete válságosra fordult, így július 25-én Stein hadosztálya egy Bemtől érkezett parancs nyomán megszüntette Gyulafehérvár körülzárását.
A segesvári csata előtt hadosztályának Nagyszeben felé kellett elterelő támadást végrehajtania, így a csata másnapján, augusztus 1-jén serege Szerdahelyen állt. Itt érte Hasford orosz altábornagy hadosztályának nagy erejű támadása, mely csapatait Szászsebes felé nyomta vissza. Bem augusztus 5-én a Vöröstoronyi-szorosig űzte Hasford hadosztályát, és ismételten utasította Steint, hogy csapataival vonuljon Nagyszeben felé. Stein azonban késlekedett, és augusztus 6-án a nagycsűri ütközetben Bem csapatai döntő vereséget szenvedtek a váratlanul Nagyszeben előtt megjelenő Lüderstől. Bem csapatainak maradványai Szászsebesnél egyesültek Stein hadosztályával. Augusztus 7-én Bem átadta az így létrejött mintegy hatezer főnyi seregtest parancsnokságát Steinnek, és a fővezérség átvételére a Bánságba indult. A visszamaradt csapatok augusztus 12-én Szászsebesnél súlyos vereséget szenvedtek Lüders tábornok hadtestétől, mire Stein Dévára, majd a dévai várban augusztus 14-én bekövetkezett robbanás után Dobrára vonult vissza. Dobrán Bem ismét átvette Steintől a parancsnokságot, és Déváig nyomult előre, de be kellett látnia, hogy a megmaradt csapatoktól nem lehet további ellenállást várni, ezért átadta a parancsnokságot Beke József ezredesnek, és augusztus 17-én Steinnel együtt Törökországba menekült.

## Emigrációban
Maximilian Steint október 28-án Vidinben Kossuth Lajos vezérőrnaggyá léptette elő. Egy közeli török-orosz háború reményében több társához hasonlóan áttért a muszlim hitre, és Ferhád pasa néven a török hadsereg tábornoka lett. Gúnyolódó és nyers természete miatt a törökökkel is összeütközésbe került. Meg akarta írni életének törökországi emlékeit, és eközben a török közállapotokat is kritikával illette. A török rendőrség elfogta, és bíróság elé került. Még az ítélet kihirdetése előtt fogságában hirtelen meghalt, valószínűleg megmérgezték.